# 八戸市立東中学校
八戸市立東中学校（はちのへしりつひがしちゅうがっこう）は、青森県八戸市湊高台2丁目にある公立中学校。

## 沿革
- 1989年（平成元年）4月1日 - 八戸市立大館中学校より分離し、開校する[1]。
- 1998年（平成10年）11月7日 - 創立10周年記念式典し、祝賀会。
- 2008年（平成20年）11月13日 - 創立20周年記念式典挙行し、祝賀会開催。
- 2018年（平成30年）11月2日 - 創立30周年記念式典挙行し、祝賀会開催。

## 生徒数
2024年（令和6年）4月8日時点。
| 学年 | 1年 | 2年 | 3年 | 特別支援    | 合計 |
| ---- | --- | --- | --- | ----------- | ---- |
| 学級 | 4   | 4   | 3   | 3           | 13   |
| 生徒 | 137 | 117 | 118 | 18 （内数） | 372  |

## 通学区域
- 旭ケ丘小学校の通学区域
  - 旭ケ丘1丁目（東、西、南、北）
  - 旭ケ丘2丁目から5丁目
  - 野ばら
- 町畑小学校の通学区域
  - 町畑
  - 桜ケ丘1丁目から4丁目
  - 美保野（旧美保野小学校の通学区域）
  - 金吹沢（旧美保野小学校の通学区域）
- 青潮小学校の通学区域
  - 湊高台1丁目から6丁目
  - 湊東町

## 学校周辺
- 東運動公園
  - 東体育館
  - 野球場
  - 八戸自転車競技場
- 湊高台郵便局
- ローソン八戸湊高台二丁目店
- DAISO 八戸湊高台店
- 八戸市営バス旭ヶ丘営業所
- 国道45号

## アクセス
- 八戸市営バス「旭ヶ丘営業所」バス停か「東運動公園」バス停下車後、徒歩。
  - 旭ヶ丘営業所発着系統や東運動公園バス停経由の系統については、八戸市交通部への問い合わせか、市営バスホームページを参照。